# Lambert Poell
Lambert Johan Joseph Marie Poell ('s-Hertogenbosch, 22 maart 1872 – Gemert, 7 januari 1937) was een Nederlandse rooms-katholieke priester en voorman van de katholieke sociale beweging.
Poell groeide op in 's-Hertogenbosch, waar zijn vader een drukkerij had. Poell ging na de lagere school in 's-Hertogenbosch naar het gymnasium in Weert. In 1887 begon zijn priesteropleiding, die hij afsloot met zijn priesterwijding op 8 juni 1895. In mei 1896 werd hij kapelaan in Tilburg. Tussen 1898 en 1904 werd Poell kapelaan in Woensel, daarna van 1904 tot 1915 in de Tilburgse parochie Sint-Anna. Vanaf juli 1915 werd Poell pastoor in Gemert, waar hij tot aan zijn dood zou blijven. In Eindhoven behoorde hij in 1900 tot de initiatiefnemers van het Groene Kruis. In Tilburg heeft Poell zich verdienstelijk gemaakt voor de Belgische vluchtelingen in Tilburg, voor wie hij onder meer onderwijs organiseerde. Op kerkelijk gebied stimuleerde Poell de Liturgische Beweging.
Poell trad op als organisator en propagandist van de christelijke sociale leer, zoals neergelegd in de encycliek Rerum Novarum. In 1897 begon hij met het geven van zogeheten sociale cursussen over de katholieke sociale leer. In 1900 verschenen zijn lezingen als boekje onder de titel "Leergang over het maatschappelijke vraagstuk". Hij zette zich in voor vak- en standsorganisaties, waarbij hij zowel werknemers als werkgevers aansprak. Zijn visie op de onderlinge verhouding tussen vakorganisatie en standsorganisatie sloten aan op de standpunten van de Limburgse school van aalmoezenier Henri Poels. Onder de leiding van Lambert Poell kwam de textielarbeidersbond Sint-Severus tot stand (1905) en kwam het enkele jaren later tot de oprichting van de "Nederlandsche R.K. Textielbond Sint-Lambertus", waar Poell leiding zou geven aan het zuidelijke district. Zijn bemoeienissen om deze landelijke textielarbeidsbond aan te laten sluiten bij een internationale vakorganisatie mislukten.
Van grote verdienste waren Poells activiteiten voor de esperantobeweging. In 1909 was hij betrokken bij de oprichting van de Nederlandse Katholieke Esperantistenbond (Nederlanda Katoliko). Hij was de eerste voorzitter van deze vereniging (tot 1916) en bleef geestelijk leidsman tot aan zijn overlijden. Poell vatte het plan op om een esperantotalige Katholieke Internationale te stichten, die hij inderdaad stichtte en liet fuseren met de Internacia Katolika Unuiĝo Esperantista. Hij was van deze organisatie voorzitter tussen 1920 en 1921. Later stichtte hij het Internationaal Katholiek Informatiebureau, waarvan hij onder andere het voorzitterschap bekleedde.
In Tilburg is het "Kapelaan Poellplein" naar Lambert Poell vernoemd en in Gemert ligt het naar hem genoemde "Pastoor Poellplein".

## Werk
- Naar 't woord (1897), liedbundel
- Tegenspoed (1898), liedbundel
- Blij en droef (1898), liedbundel
- Leergang over het maatschappelijke vraagstuk (1900)
- Cecilia (1902), liedbundel
- De Taak der R.K. Arbeidersvereenigingen (1906)
- Sociale cursus, vragen en antwoorden (1906)
- Vijf Lezingen in den Gildenbond te Tilburg gehouden. God? Eigendom? Huisgezin? Straat? Kerk? (1906)[1]
- Ons Goed Recht (1907)
- Verdiende ellende? (1908)
- Een woord aan de Vrouw van den Werkman (1909)
- Uwe verhouding tegenover de S.D.A.P. (1909)
- Zes preeken over de veelvuldige en dagelijksche H. Communie (1911)
- Maatschappelijke Lessen (1914)
- Katholieke Sociale Beginselen (1920)
- De Oblectamentis Mundi; Preeken, onderrichtingen (1915)
- De Puerorum Institutione; Over het Onderwijs der Jeugd (1915)
- Poell's Liturgische Platen (1915)
- Kleine Liturgische Kathechismus in 700 vragen en antwoorden met daarbij eenige vragen en antwoorden over den zang (1915)
- De Duitsche Ridders te Gemert (1923)[2]
- Gemert in den Franschen Tijd (1925)[3]